# AV1
AOMedia Video 1 (AV1) це відкритий, безплатний формат відеокодування, створений для транслювання відео через інтернет. Він розробляється організацією Alliance for Open Media (AOMedia), яка є об'єднанням компаній-лідерів індустрії напівпровідників, video on demand постачальників, та розробників вебпереглядачів. Цей формат є основним антагоністом для стандартизації групою NetVC Internet Engineering Task Force (IETF), яка працює над стандартизацією відео. Група висунула великий список критеріїв для нового відео формату. Він має перевершити попередника VP9 та позмагатися з HEVC/H.265, який розробляється Moving Picture Experts Group.
AV1 може використовуватись разом з аудіо форматом Opus у майбутній версії формату WebM для HTML5 web video та WebRTC.
AV1 від початку розвивається як вільний від відрахувань формат кодування відео, заснований на технологіях, патентах і інтелектуальній власності учасників альянсу AOMedia, які передали користувачам AV1 ліцензію на безплатне використання своїх патентів. Наприклад, в число учасників AOMedia входять такі компанії, як Google, Microsoft, Apple, Mozilla, Facebook, Amazon, Intel, IBM, AMD, ARM, Samsung, Adobe, Broadcom, Realtek, Vimeo, Cisco, NVIDIA, Netflix і Hulu. Застосовувана в AOMedia модель ліцензування патентів нагадує підхід організації W3C, який використовується для створення вебтехнологій, що не потребують відрахування.
Перед публікацією специфікації AV1 була проведена оцінка ситуації з патентуванням відеокодеків і юридична експертиза, до виконання якої було залучено юристи й фахівці з кодеків світового рівня. Для необмеженого поширення AV1 було розроблено спеціальну патентну угоду, що надає можливість безоплатного використання цього кодека і пов'язаних з ним патентів. Ліцензійна угода на AV1 передбачає відкликання прав на використання AV1 в разі пред'явлення патентних позовів проти інших користувачів AV1, тобто компанії не можуть використовувати AV1, якщо беруть участь у судових розглядах проти користувачів AV1.

## Запровадження
Очікувано те що учасники Alliance for Open Media мають зацікавленість у запроваджені цього формату, відповідними способами, після того, як бітовий потік буде заморожено. Учасники компаній представляють кілька галузей, включаючи продавців вебпереглядачів (Google, Mozilla, Microsoft), постачальників мультимедійного вмісту (Google, Netflix, Amazon, Hulu) та виробників комп'ютерного устаткування (Intel, AMD, ARM, Nvidia).
YouTube заявляє про намір до переходу протягом шести місяців до нового формату, починаючи від відеофайлів з високою роздільною здатністю, як тільки формат бітового потоку буде повністю визначено.
Як і попередник VP9, AV1 буде використовуватись разом з WebM та Opus форматами. Вони мають підтримку у більшості вебпереглядачів, потребуватиме спеціальний додаток до Safari (стільнична та стільникова версії), а також припиняється в Internet Explorer (надавши перевагу Edge) (дивіться VP9 in HTML5 video § browser support).

## Зовнішні ланки
- Source code repository
- Source code review [Архівовано 15 грудня 2017 у Wayback Machine.]
- Issue tracker
- Requirements to be met for the IETF NetVC